# Kostanaï
Kostanaï (en russe : Костанай) ou Qostanai (en kazakh : Қостанай), jusqu'en 1997 Koustanaï (en russe : Кустанай), est une ville du Kazakhstan et la capitale administrative de l'oblys de Kostanaï. Sa population s'élève à 252 115 habitants en 2009. La ville possède un centre culturel français.

## Géographie
Koustanaï est située à 581 km au nord-ouest d'Astana et à 105 km de la frontière russe. Elle est arrosée par la rivière Tobol (Tobyl en kazakh).

## Histoire
Le gouverneur-général d'Orenbourg Nikolaï Kryjanovski accorde la permission en 1879 à des paysans colons venus des provinces européennes de l'Empire russe de s'installer ici dans un village qu'ils construisent du nom de Nikolaïevsk. Les terres des environs sont loties et l'élevage de bétail à cornes, de chevaux, ainsi que la culture de céréales commencent. Le bourg se construit avec des tanneries de cuir, des laiteries et divers artisanats.
Le village va véritablement prendre son essor en 1912-1913 lorsque la ligne de chemin de fer Koustanaï (nom à l'époque de la nouvelle gare) - Tcheliabinsk est construite. La petite ville devient un des marchés principaux des steppes kazakhes avec la tenue de foires. 
L'industriel Suisse Lorenz fait construire une fabrique de production de bière,avec une verrerie spéciale, dont la production continue encore aujourd'hui, un siècle plus tard. C'était la plus importante du sud de l'Oural et de l'actuel Kazakhstan. 
Pendant les années 1930 des koulaks sont envoyés ici en déportation et plus tard des Allemands de la Volga ou des Allemands de la mer Noire. La Grande Guerre patriotique voit aussi l'arrivée de personnes évacuées des grandes villes de l'Ouest de l'URSS et de certains établissements comme l'académie d'aviation militaire de Stalingrad qui demeure à Koustanaï jusqu'en 1946 et s'installe ensuite à Novossibirsk.
La ville voit sa population s'accroître continuellement dans les années 1950-1960, dans le cadre de l'immense opération de la campagne des terres vierges qui mobilise les nouvelles générations, avec des récoltes record dans les terres des environs, surtout le long du fleuve Tobol. 
Après l'indépendance du Kazakhstan, un certain nombre d'habitants russophones émigrent vers la Russie, mais aussi la majorité des personnes d'ascendance allemande. La ville change de nom en 1997 pour devenir Kostanaï selon un décret du président de la république du Kazakhstan no 3550 du 17 juin 1997 sur le changement de nom de différentes localités.

## Population
L'évolution de la population a été la suivante:
| Année | Population |
| ----- | ---------- |
| 1939  | 34 000     |
| 1972  | 134 000    |
| 1989  | 223 558    |
| 1999  | 222 816    |
| 2009  | 214 961    |
| 2012  | 216 390    |

La composition ethnique de la population était la suivante en 2014:
- Russes — 103 661 hab. (46,71 %)
- Kazakhs — 78 757 hab. (35,49 %)
- Ukrainiens — 16 784 hab. (7,56 %)
- Allemands du Kazakhstan — 5 220 hab. (2,35 %)
- Tatars — 4 461 hab. (2,01 %)
- Biélorusses — 2 988 hab. (1,35 %)
- Coréens — 2 739 hab. (1,23 %)
- Azéris — 1 092 hab. (0,49 %)
- Arméniens — 646 hab. (0,29 %)
- Bachkirs — 593 hab. (0,27 %)
- Tchétchènes — 473 hab. (0,21 %)
- Polonais — 437 hab. (0,20 %)
- Ingouches — 369 hab. (0,17 %)
- autres — 2 947 hab. (1,39 %)
- Total — 221 943 hab. (100,00 %)

## Culte
La majorité de la population est de confession chrétienne.
- Culte orthodoxe: la ville possède plusieurs églises dont une construite en 1900.
- Culte catholique: paroisse de l'Assomption[6] dépendant de l'archidiocèse d'Astana. La première paroisse catholique a été enregistrée en 1912[7].
- Dénominations protestantes: il existe plusieurs dénominations protestantes enregistrées, dont les baptistes.